# Scholtzia uberiflora
Scholtzia uberiflora är en myrtenväxtart som beskrevs av Ferdinand von Mueller. Scholtzia uberiflora ingår i släktet Scholtzia och familjen myrtenväxter. Inga underarter finns listade i Catalogue of Life.